# Parafia św. Mikołaja w Dratowie
Parafia św. Mikołaja – parafia prawosławna w Dratowie, w dekanacie Lublin diecezji lubelsko-chełmskiej.
Na terenie parafii funkcjonuje 1 cerkiew:
- cerkiew św. Mikołaja w Dratowie – parafialna

## Historia
Historia prawosławia w Dratowie sięga XIV w. Z zapisków diecezji chełmskiej wynika, że w owym czasie kmiecie i bartnicy dratowscy świadczyli daninę dla administratora prawosławnej parafii i dziekana w Mogilnicy (obecnie w gminie Siedliszcze). W 1493 ihumen Prokop potwierdził kmieciom z Dratowa posiadanie barci w lasach wioski Łęczna; co najmniej od 1529 oddawali oni dziesięcinę dla tamtejszego plebana. W XVI w. w Dratowie istniała już parafia prawosławna, posiadająca cerkiew pod wezwaniem św. Mikołaja. Po 1596 wspólnota przyjęła unię. W XVIII w. (według zapisków z 1741) cerkiew nosiła wezwanie Wprowadzenia do Świątyni Przenajświętszej Bogurodzicy. W 1827 istniał jeszcze stary cmentarz parafialny, którego pozostałości znajdują się około 1 km na północ od obecnego.
Bezpośrednio powstaniu styczniowym parafia w Dratowie – w owym czasie unicka – została zlikwidowana (włączona do parafii w Rogóźnie), jednak już w 1872 ponownie prowadziła działalność. Liczyła wtedy 1050 wiernych, uczęszczających do drewnianej cerkwi, wzniesionej na krótko przed 1870, zlokalizowanej ok. 200 m na zachód od obecnej. W 1875, wskutek likwidacji unii przez władze carskie, parafię włączono do Kościoła prawosławnego.
Cerkiew parafialna spłonęła 25 kwietnia 1886. Parafianie od razu wznieśli czasownię, wyświęconą 25 października tegoż roku, a w 1887 w mieszkaniu dyrektora szkoły podstawowej urządzono cerkiew domową (konsekrowaną 30 stycznia). W latach 1888–1889 zbudowano – z pomocą rządu rosyjskiego i bractwa prawosławnego z Chełma – murowaną, do dziś istniejącą cerkiew św. Mikołaja Cudotwórcy, konsekrowaną przez biskupa lubelskiego Flawiana (Horodeckiego). Wzniesiono też plebanię w miejscu starej cerkwi. W tym czasie parafia należała do eparchii chełmsko-warszawskiej i liczyła ok. 1000 osób. Przy parafii działała szkoła powszechna i czytelnia ludowa. W 1913 liczba wiernych osiągnęła 1400; byli to mieszkańcy Dratowa, Łęcznej, Kaniwoli, Ludwina i innych mniejszych miejscowości. W 1915, w wyniku działań wojennych parafię ewakuowano w głąb Rosji. W latach 1915–1916 przez Dratów przebiegała linia frontu, czego pozostałością jest rosyjski cmentarz wojenny, znajdujący się po wschodniej stronie cerkwi. W samej świątyni urządzono w tym czasie szpital polowy. Przy drodze do Puchaczowa znajdują się pozostałości cmentarza żołnierzy białoruskich, poległych w rejonie Dratowa podczas wojny polsko-radzieckiej (sierpień 1920).
W okresie I wojny światowej opiekę nad wiernymi, którzy nie udali się na bieżeństwo, sprawowali mnisi z monasteru w Jabłecznej. Po odzyskaniu przez Polskę niepodległości, mimo napiętej sytuacji spowodowanej akcją rewindykacyjną, parafia działała nieprzerwanie cały okres międzywojenny, wchodząc w skład diecezji warszawsko-chełmskiej Polskiego Autokefalicznego Kościoła Prawosławnego. Szczególną sławą cieszył się dratowski chór, uważany za jeden z najlepszych w diecezji. W latach 30. XX w. dokonano generalnego remontu cerkwi.
W czasie II wojny światowej proboszcz parafii, ks. Stefan Malesza został (wraz z córką Olgą) zamordowany przez hitlerowców (15 sierpnia 1942). Odtąd opiekę nad wspólnotą sprawowali duchowni z okolicznych parafii, głównie z Siedliszcza. Sytuacja taka trwała aż do likwidacji parafii w Dratowie, co nastąpiło w wyniku akcji „Wisła” (1947). W 1959, w związku z powrotem części wysiedlonych, parafia wznowiła działalność. Od tej pory pozostaje pod opieką duchownych z lubelskiej parafii Przemienienia Pańskiego (od 1989 katedralnej). Od lat 60. do 1985 trwał remont cerkwi; kolejnego – przy wsparciu kopalni węgla kamiennego w Bogdance – dokonano w latach 2002–2007. W tym czasie uporządkowano też teren wokół świątyni, odnowiono plebanię oraz ogrodzono cmentarz.
Obecnie nabożeństwa w dratowskiej cerkwi są celebrowane co dwa tygodnie, według nowego stylu. Główna uroczystość – ku czci św. Mikołaja – przypada 6 grudnia. Drugim świętem jest wspomnienie przeniesienia relikwii św. Mikołaja z Miry Licejskiej do Bari, obchodzone w niedzielę po 9 maja.

## Wykaz proboszczów
- 1918–1921 – o. hieromnich Mitrofan (Stelmaszuk) z monasteru św. Onufrego w Jabłecznej
- 1921–1923 – ks. Bazyli Teodorowicz
- 1923–1926 – ks. Mikołaj Wołkosławski
- 1926–1938 – ks. Grzegorz Bojeczko
- 1938–1942 – ks. Stefan Malesza, zamordowany przez hitlerowców
- 1942–1947 – duchowieństwo z Siedliszcza (m.in. ks. M. Wybacz)

## Wykaz administratorów (z Lublina)
- 1947 – ks. Aleksy Baranow
- 1947–1959 – parafia nie istnieje
- 1959–1962 – ks. Aleksy Baranow
- 1963–1979 – ks. Piotr Kosacki
- 1979–1989 – ks. Bazyli Roszczenko
- 1982–1989 – ks. Jerzy Ignaciuk

Po utworzeniu diecezji lubelsko-chełmskiej, wspólnotą dratowską nadal administrowali duchowni z parafii Przemienienia Pańskiego w Lublinie. Obecnie (2013) są to: ks. Andrzej Konachowicz i ks. Jerzy Łukaszewicz.